# مطار روتردام لاهاي
مطار روتردام الدولي (إياتا: RTM، إيكاو: EHRD) هو مطار يخدم مدينتي روتردام ولاهاي الهولنديتين، ويحتل المطار المرتبة الثالثة في هولندا من حيث عدد المسافرين.

## شركات الطيران والجهات

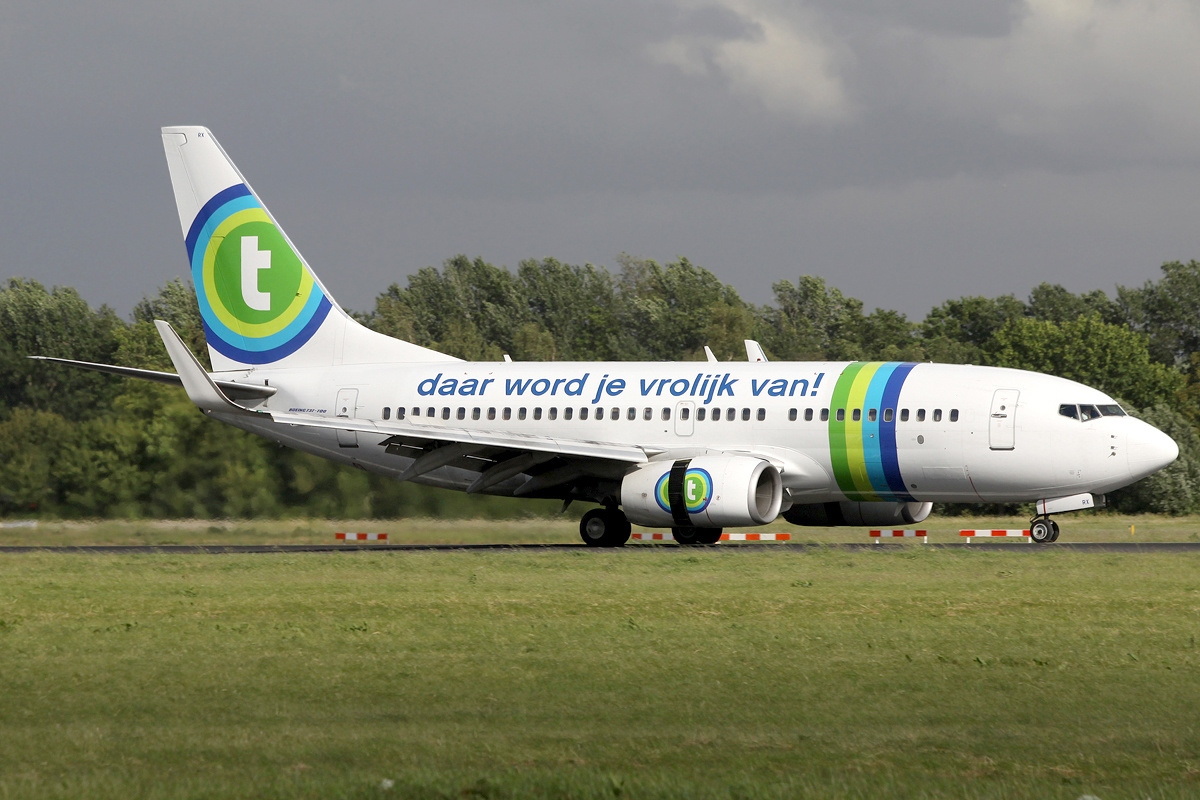
بوينغ 737-7K2، خطوط ترانسافيا الجوية AN1937347

تقوم شركات الطيران التالية بتسيير رحلات منتظمة وموسمية من وإلى روتردام لاهاي:
| شركـات طيـران            | الوجهات |
| ------------------------ | --- |
| Blue Islands             | موسمي عارض: مطار غيرنزي ‏، Jersey |
| الخطوط الجوية البريطانية | مطار لندن سيتي |
| Corendon Airlines        | موسمي: مطار أنطاليا |
| خطوط بيغاسوس             | موسمي: مطار أنطاليا، مطار صبيحة كوكجن الدولي، Kayseri |
| صن إكسبريس               | موسمي: مطار أنطاليا (تبدأ في 9 يوليو 2023) |
| ترانسافيا                | مطار الحسيمة الشريف الإدريسي، مطار أليكانتي، مطار برشلونة الدولي، مطار إدنبرة، مطار فارو، مطار فاس سايس الدولي، مطار كناريا الكبرى، مطار لشبونة، مطار مالقة الدولي، مطار الناظور العروي، مطار تينيريفي الجنوبي، مطار بلنسية موسمي: Almería، مطار بوريتا، مطار أوريو أل سيريو، Bergerac، Brindisi، مطار شامبيري، Corfu، مطار دوبروفنيك، مطار جنيف الدولي، مطار جرندة كوستا برافا، Grenoble، Heraklion، مطار إيبيزا، مطار اينسبوروك، مطار كلاغنفورت، Kos، Lanzarote، مطار مونبلييه ميديتيراني، مطار باليرمو الدولي، مطار ميورقة، Perugia، Pula، مطار ليوناردو دا فينشي، مطار سالزبورغ، مطار سبليت، مطار طنجة ابن بطوطة الدولي، مطار تولون هيريس، مطار زادار |
| توي فلاي بلجيكا          | موسمي: مطار مراكش المنارة الدولي |
| أركي فلاي                | Fuerteventura، مطار كناريا الكبرى، Lanzarote، مطار تينيريفي الجنوبي موسمي: مطار أنطاليا، Heraklion، مطار كيتيلا، Kos، Kuusamo، Rhodes، مطار شرم الشيخ الدولي، Zakynthos |

## الإحصائيات
شاهد source Wikidata query and sources.
| السنة | عدد الركاب  | عدد الرحلات |
| ----- | ----------- | ----------- |
| 2017  | 1,774,976 ▲ | 49,962 ▼    |
| 2018  | 1,943,733 ▲ | 53,322 ▲    |
| 2019  | 2,133,976 ▲ | 52,439 ▼    |
| 2020  | 497,078 ▼   | 38,653 ▼    |
| 2021  | 764,061 ▲   | 46,139 ▲    |
| 2022  | 2,133,708 ▲ | 59,444 ▲    |